# Diner (restaurant)

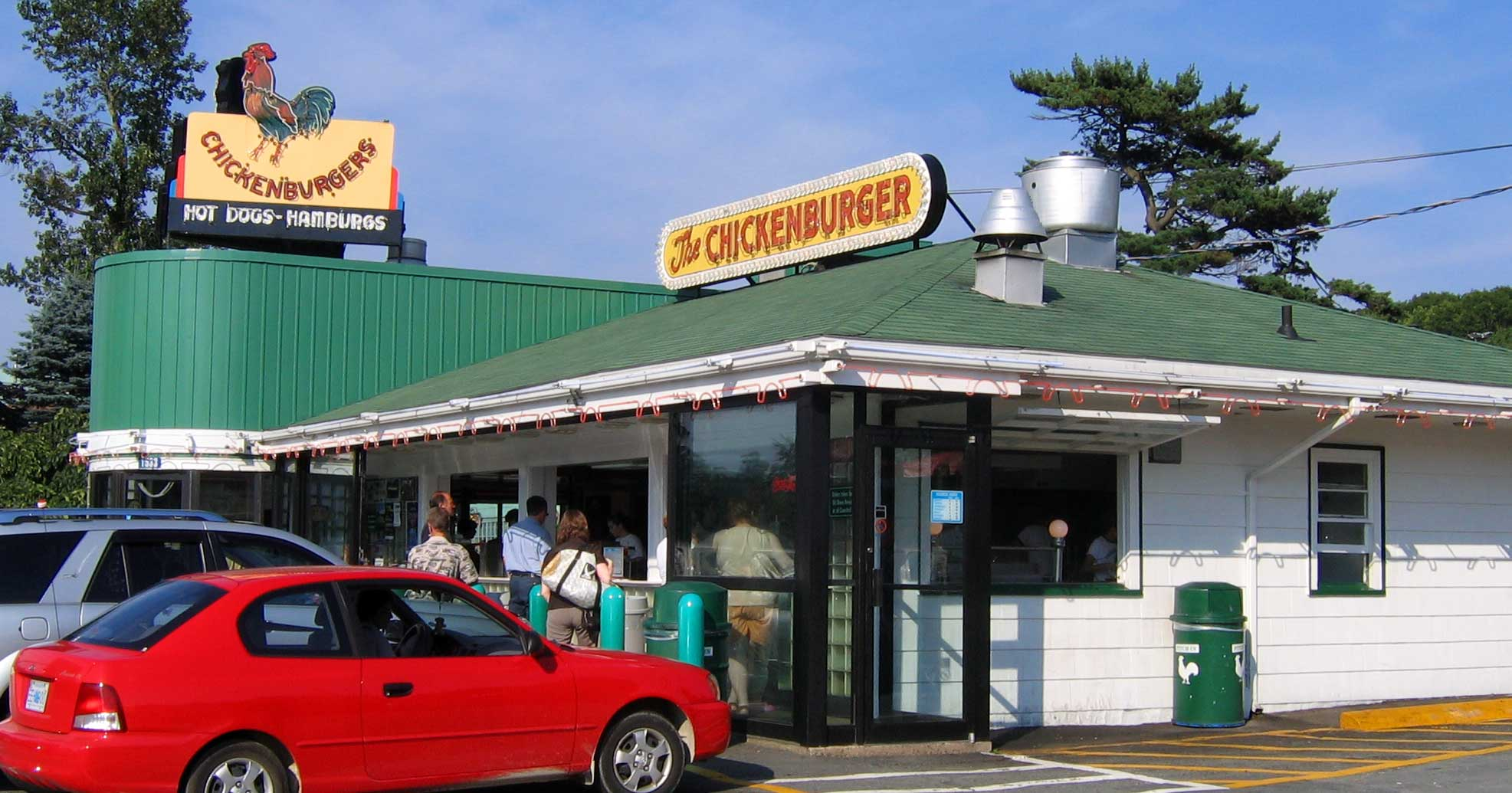
Diner a Bedford, Nova Escòcia

Un diner és un restaurant prefabricat típic dels Estats Units que es caracteritza per servir menjar tradicional nord-americà, és a dir, fregits i menjar a la graella. També es caracteritzen pel seu ambient distès, un taulell i un horari d'obertura fins ben entrada la nit. Se'n troben arreu del país tot i que són més comuns al nord-est. També se'n troben al Canadà.

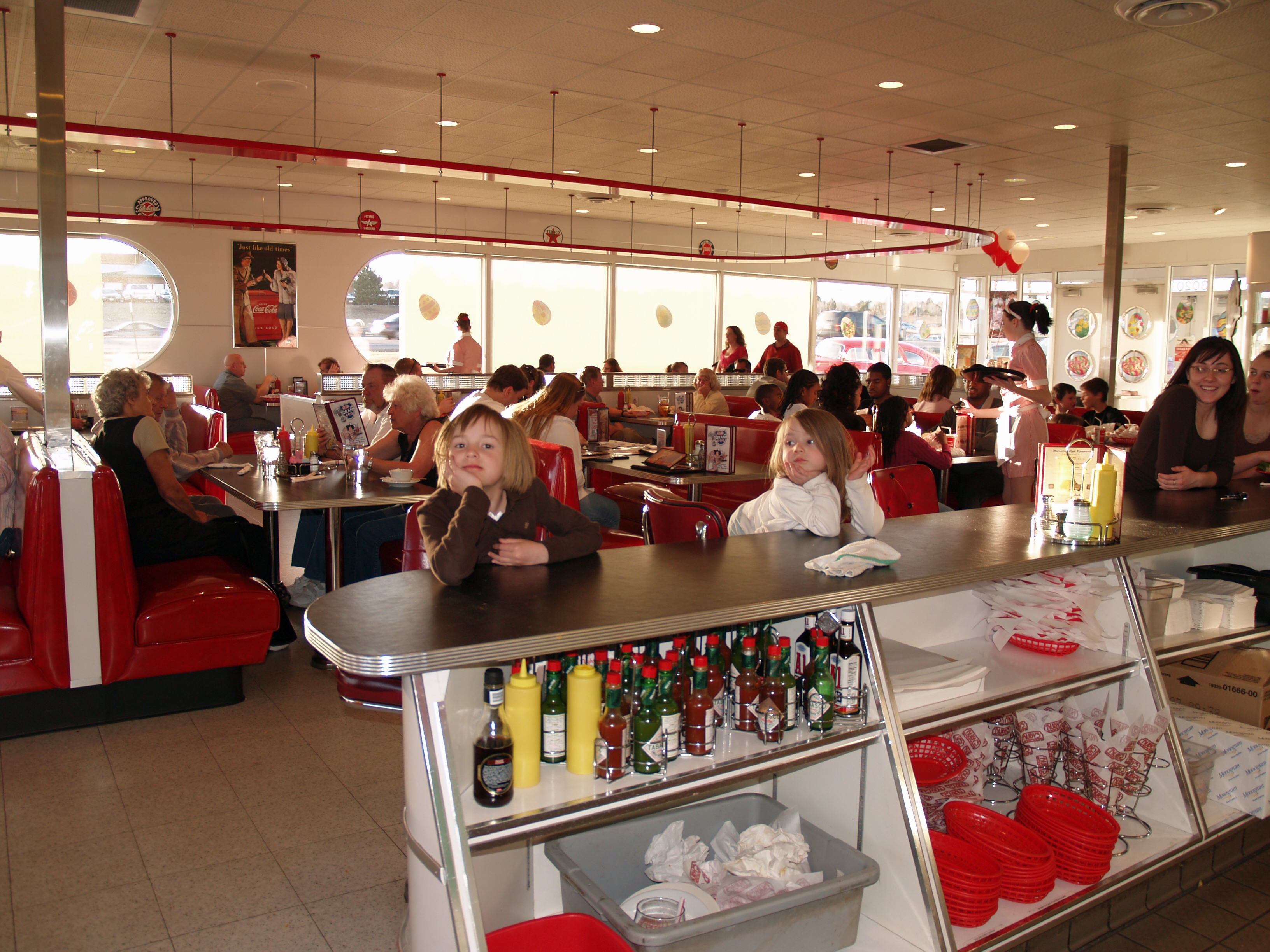
Diner a Colorado Springs

Actualment el terme diner no només s'aplica a restaurants situats en estructures prefabricades sinó també als que serveixen un tipus de cuina similar. Els models més clàssics es caracteritzen també per una coberta metàl·lica exterior típica de l'arquitectura diner.

## Història
El primer registre històric va ser un vagó tirat per cavalls, equipat per a servir menjar calent als empleats del Providence Journal, a Rhode Island, el 1872.

## El menjar
Els diners serveixen de forma gairebé invariable menjar com hamburgueses, patates fregides i sandvitxos club. La majoria del menjar està fet a la graella, ja que és un dels pocs estris que els diners originals tenien. A part del menjar ja esmentat, també serveixen esmorzars durant tot el dia, com per exemple ous, truites, gofres, pancakes, hash browns i torrades. L'acompanyament habitual de molts plats de diner (com també de l'equivalent britànic, els greasy spoons) són les baked beans (mongetes al forn) i la coleslaw (amanida de col). En alguns casos hi ha dispensadors o taulells rotatoris amb postres.
Alguns diners serveixen plats regionals. A Michigan i la vall d'Ohio, als diners  d'"estil Conney Island" s'hi serveixen Coney dogs . A Indiana són típics els sandvitxos amb porc fregit i al nord-est apareixen els peixos i mariscs com les cloïsses o gambetes fregides de Maine. A Pennsilvània els sandvitxos cheesesteak  i  scrapple  hi són habituals. Al sud-oest del país és comú trobar-hi tamals (típic de l'amèrica llatina) mentre que al sud-est és més normal trobar-hi grits  o  biscuits and gravy. A Nova Jersey, el sandvitx Taylor fam, ou i formatge és molt comú.
La majoria de diners ofereixen el típic cafè americà, amb una qualitat força variable. Molts no serveixen begudes alcohòliques, encara que en alguns s'hi pot trobar cervesa i vi barat.
Les postres inclouen una àmplia varietat de pastissos, principalment de poma o cirera, i de formatge a Nova York.

## Varietats ètniques

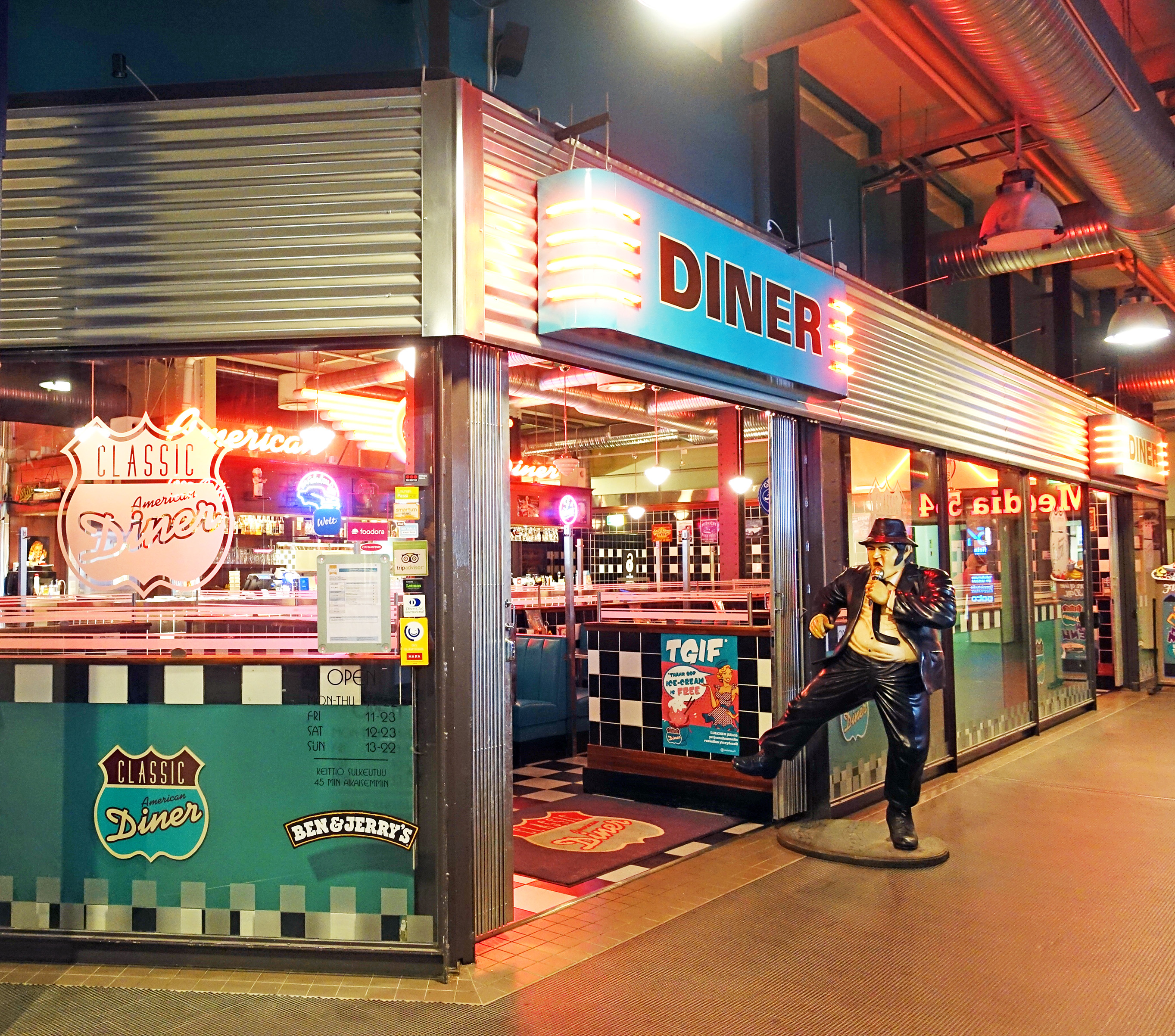
Classic American Diner a Tampere, Finlàndia

En molts casos s'hi pot veure la influència ètnica: a Nova Jersey, Nova York, Maryland, Pennsilvània i Connecticut, són regentats per americans d'origen grec, jueus, polonesos, ucraïnesos o de l'Europa de l'est, de manera que el menú s'amplia amb musaca, blini eslava, sopa matzah jueva i altres plats de llurs cultures.